# Dysstroma fuliginosa
Dysstroma fuliginosa là một loài bướm đêm trong họ Geometridae.